# 黄枏森
黄枏森（1921年11月29日—2013年1月24日），原名黄述烈，小名南生，后改名黄枏森，又写作黄楠森，四川富顺人，中国马克思主义哲学家、哲学史家和哲学教育家，北京大学哲学系教授。